# Neuromarketing

Van stimulus tot idee

Neuromarketing, soms ook aangeduid met de nauw verwante term neuro-economie, is een relatief nieuw vakgebied waarbij medische technieken en inzichten uit de neurowetenschap worden toegepast op het terrein van marketing. 
De neurowetenschap poogt inzicht te krijgen in hoe onze hersenen het mogelijk maken dat wij de wereld om ons heen waarnemen, hoe we de herinnering daaraan uit het geheugen oproepen en handelen naar die waarneming of herinnering. Daarnaast bestuderen neurowetenschappers de werking van ons emotionele leven: hoe beïnvloeden emoties het denken en hoe kan de regulering van emotie, denken en handelen fout lopen bij ziekten, zoals depressie, manie, schizofrenie en de ziekte van Alzheimer.
De neuromarketing past de neurowetenschap met bijhorende onderzoeksmethoden (zoals hersenscans) toe op het gebied van marketing. Doel is producten en diensten beter te laten aansluiten bij behoeftes van consumenten en om marketingactiviteiten (bijvoorbeeld reclamecampagnes) effectiever te maken. Juist omdat neurowetenschap oorspronkelijk een medisch vakgebied is, gericht op het genezen van ziekten, menen sommige tegenstanders dat het onethisch is om die kennis en technieken in het bedrijfsleven toe te passen. Met name in de Verenigde Staten is neuromarketing controversieel. Tegenstanders zijn bang dat onderzoekers een gebied in het brein zullen ontdekken waar consumenten-beslissingen worden genomen (de zogenaamde “buy button”) en dat marketeers dit gebied zullen exploiteren. Voorstanders menen dat dit overdreven is. Tegenwoordig gebruiken grote bedrijven en Hollywood filmstudio's  hersenscans om reclamecampagnes te testen of de reacties te onderzoeken op "trailers" van nieuwe films.
Er zijn binnen neuromarketing drie deelgebieden te onderscheiden.
1. wetenschappelijk onderzoek naar consumentenkeuzes en hoe merken zoals Coca Cola vanuit ons geheugen invloed uitoefenen op onze beslissingen. Resultaten worden gepubliceerd in vakbladen als Nature, Science, Cell of Neuron Magazine waaronder bijvoorbeeld het Pepsi-test onderzoek van McLure[4] uit 2004 en het prijsonderzoek van Knutson[5] uit 2007.
2. commerciële toepassing waarbij onderzoeksbureaus medische kennis en technieken gebruiken zoals een functionele MRI (hersenscans om de reacties van consumenten op reclamecampagnes te onderzoeken).
3. technieken op basis van meer psychologische kennis van emoties en de hersenen: Facial coding, commercieel toepasbaar gemaakt door onder andere Dan Hill, is een onderzoekstechniek die gelaatsreacties op een reclame of een nieuw product analyseert vanuit de hypothese dat emoties doorgaans onmiddellijk zichtbaar zijn in het gezicht.